# Вудвилл (Флорида)
Вудвилл (англ. Woodville) — статистически обособленная местность, расположенная в округе Лион (штат Флорида, США) с населением в 3006 человек по статистическим данным переписи 2000 года.

## География
По данным Бюро переписи населения США статистически обособленная местность Вудвилл имеет общую площадь в 16,58 квадратных километров, водных ресурсов в черте населённого пункта не имеется.
Статистически обособленная местность Вудвилл расположена на высоте 10 м над уровнем моря.

## Демография
По данным переписи населения 2000 года в Вудвиллe проживало 3006 человек, 855 семей, насчитывалось 1182 домашних хозяйств и 1278 жилых домов. Средняя плотность населения составляла около 181,3 человек на один квадратный километр. Расовый состав населённого пункта распределился следующим образом: 79,34 % белых, 18,30 % — чёрных или афроамериканцев, 0,70 % — коренных американцев, 0,13 % — азиатов, 1,26 % — представителей смешанных рас, 0,27 % — других народностей. Испаноговорящие составили 2,00 % от всех жителей статистически обособленной местности.
Из 1182 домашних хозяйств в 32,0 % воспитывали детей в возрасте до 18 лет, 50,7 % представляли собой совместно проживающие супружеские пары, в 15,4 % семей женщины проживали без мужей, 27,6 % не имели семей. 21,7 % от общего числа семей на момент переписи жили самостоятельно, при этом 7,0 % составили одинокие пожилые люди в возрасте 65 лет и старше. Средний размер домашнего хозяйства составил 2,54 человек, а средний размер семьи — 2,92 человек.
Население статистически обособленной местности по возрастному диапазону по данным переписи 2000 года распределилось следующим образом: 25,1 % — жители младше 18 лет, 8,8 % — между 18 и 24 годами, 29,2 % — от 25 до 44 лет, 26,3 % — от 45 до 64 лет и 10,6 % — в возрасте 65 лет и старше. Средний возраст жителей составил 37 лет. На каждые 100 женщин в Вудвиллe приходилось 95,6 мужчин, при этом на каждые сто женщин 18 лет и старше приходилось 92,0 мужчин также старше 18 лет.
Средний доход на одно домашнее хозяйство статистически обособленной местности составил 38 946 долларов США, а средний доход на одну семью — 42 026 долларов. При этом мужчины имели средний доход в 26 495 долларов США в год против 27 237 долларов среднегодового дохода у женщин. Доход на душу населения статистически обособленной местности составил 38 946 долларов в год. 6,2 % от всего числа семей в населённом пункте и 10,7 % от всей численности населения находилось на момент переписи населения за чертой бедности, при этом 19,0 % из них были моложе 18 лет и 2,8 % — в возрасте 65 лет и старше.